# نیروی شمال ایران
نیروی شمال ایران نام نیروی نظامی امپراتوری بریتانیا مستقر در شمال ایران بعد از پایان جنگ جهانی اول از ۱۹۱۸ تا ۱۹۱۹ بود.